# Турнаут
Турнаут (хол. Turnhout) је општина у Белгији у региону Фландрија у покрајини Антверпен. Према процени из 2007. у општини је живело 39.863 становника.

## Становништво
Према процени, у општини је 1. јануара 2015. живело 42.637 становника.
| 1984.  | 2000.  | 2010. | 2015. |
| ------ | ------ | ----- | ----- |
| 37.438 | 38.596 | 40763 | 42637 |

## Партнерски градови
- Геделе
- Хамелбург
- Hanzhong
- Ванатори